# Fayette County, Alabama
Fayette County är ett county i den amerikanska delstaten Alabama. 2012 uppskattades countyt ha 16 983 invånare. Den administrativa huvudorten (county seat) är Fayette.

## Geografi
2013 hade countyt en total area på 1 630,02 km². 1 625,69 km² av arean var land och 4,33 km² var vatten.

### Angränsande countyn
- Marion County - nord
- Walker County - öst
- Tuscaloosa County - sydöst
- Pickens County - sydväst
- Lamar County - väst